# Mogbwemo Queens
Mogbwemo Queens FC ist ein 2004 gegründeter Frauen-Fußballverein aus Mogwembo im Distrikt Bonthe in Sierra Leone.
Der Verein gewann die erste Auflage der Women’s Premier League 2022/23. Der Verein war damit in der CAF Women’s Champions League spielberechtigt, wurde aber in der Qualifikation der Zone A Letzter. In der Saison 2023/24 wurde die Mannschaft souverän und ohne Niederlage erneut Meister.

## Erfolge
- Meister (Sierra Leone Women’s Premier League): 2023, 2024